# Thayer Munford
Thayer Munford (Cincinnati, 18 settembre 1999) è un giocatore di football americano statunitense che milita nel ruolo di offensive tackle per i Las Vegas Raiders della National Football League (NFL). Al college ha giocato per l'Università statale dell'Ohio.

## Carriera universitaria
Munford cominciò a giocare a football alla La Salle High School, a Cincinnati, poi, trasferitosi a Massillon, sempre in Ohio, frequentò la Massillon Washington High School dove ritrovò il suo vecchio allenatore della La Salle, Nate Moore che, con la moglie, ne assunse la custodia legale. Munford fu inizialmente dichiarato ineleggibile dall'associazione delle scuole superiori dell'Ohio che riteneva che il suo trasferimento alla Massillon violasse le regole sul recrutamento. In seguito tale decisione fu revocata permettendo a Munfold di partecipare alle ultime tre gare della stagione con cui si mise in evidenza. 
Munford scelse quindi nel 2018 di iscriversi all'Università statale dell'Ohio, che superò la concorrenza delle università del Kentucky, dell'Iowa e di Pittsburgh, andando a giocare con gli Ohio State Buckeyes impegnati nella Big Ten Conference della Divisione I della Football Bowl Subdivision (FBS) della NCAA.
Munford nel suo primo anno giocò come riserva nel ruolo di offensive lineman, diventando titolare fisso già dal secondo anno dove giocò tutte le partite prima di un infortunio alla schiena. Munford giocò tutte le partite da titolare nel suo terzo anno con i Buckeyes e fu nominato nel Second Team All-Big Ten Conference. Nella stagione 2020, accorciata a causa della pandemia da COVID-19, giocò da titolare tutte e sette le partite disputate e fu nominato nel First Team All-Big Ten. Ad inizio 2021 Munford valutò di presentarsi al Draft NFL 2021 ma decise poi di utilizzare l'anno aggiuntivo di eleggibilità concesso agli atleti di college che avevano giocato la stagione 2020, ridotta dalla pandemia, e così giocò per un quinto anno con i Buckeyes. Prima dell'avvio della stagione fu spostato nel ruolo di guardia sinistra. Al termine dell'anno Munford fu nuovamente nominato nel First Team All-Big Ten e anche nel First Team All-American da parte dell'associazione degli allenatori di football. Nella sua ultima gara con i Buckeyes, il Rose Bowl del 2022, fu rispostato nel ruolo di tackle, forse anche per preparlo per il draft NFL.
| Stagione | Stagione   | Stagione   | Stagione   | Stagione | Stagione |
| Anno     | Squadra    | Campionato | Conference | P        | PT       |
| -------- | ---------- | ---------- | ---------- | -------- | -------- |
| 2017     | Ohio State | FBS Div. I | B1G        | 12       | 0        |
| 2018     | Ohio State | FBS Div. I | B1G        | 13       | 13       |
| 2019     | Ohio State | FBS Div. I | B1G        | 14       | 13       |
| 2020     | Ohio State | FBS Div. I | B1G        | 7        | 7        |
| 2021     | Ohio State | FBS Div. I | B1G        | 13       | 12       |
| Totale   | Totale     | Totale     | Totale     | 59       | 45       |

Fonte: Ohio State Buckeyes
In grassetto i record personali in carriera

## Carriera professionistica

### Las Vegas Raiders
Munford fu scelto nel corso del settimo giro (238º assoluto) del Draft NFL 2022 dai Las Vegas Raiders. Firmò il suo contratto da rookie con i Raiders il 12 maggio 2022, un accordo quadriennale da 3,7 dollari, con un bonus alla firma di 97.000 dollari e un'opzione di prolungamento per un quinto anno. Munford scelse di giocare col numero 77.

#### Stagione 2022
Munford esordì con i Raiders il 4 agosto 2022 nella partita della Hall of Fame contro i Jacksonville Jaguars giocando da tackle destro. Il 30 agosto 2022 fu inserito nel roster attivo iniziale della squadra e fece il suo debutto da professionista nella NFL l'11 settembre 2022 nella gara della settimana 1 contro i Los Angeles Chargers, persa per 24-19. Nel terzo turno, nella sconfitta dei Raiders per 22-24 contro i Tennessee Titans, Munford disputò la sua prima partita da titolare. Tornò titolare nella partita del quinto turno, la sconfitta 29-30 contro i Kansas City Chiefs, dove però fu impiegato solo per circa il 30% delle azioni di attacco. Giocò ancora da titolare nell'undicesimo turno, la vittoria 22-16 ai tempi supplementari sui Denver Broncos, dove prese parte a tutti gli snap offensivi. Malgrado fino a questo punto della stagione fu utilizzato principalmente come riserva, Munford fu valutato come il rookie dei Raiders che aveva fornito le prestazioni più convincenti. La sua prima stagione si concluse disputando tutte le 17 partite, di cui 4 come titolare.

#### Stagione 2023
Munford iniziò la stagione 2023 alternandosi nel ruolo di tackle di destra titolare con Jermaine Eluemunor. Nella sua seconda stagione da professionista si guadagnò più spazio, crescendo dal punto di vista delle prestazioni e dell'affidabilità e, sfruttando la sua capacità di ricoprire più ruoli, giocò anche da tackle di sinistra e qualche snap da tight end. Terminò l'annata giocando 15 partite, di cui 10 da titolare, saltandone due per infortunio, contro i New York Giants nel nono turno, e la gara conclusiva di stagione contro i Broncos dopo essere uscito durante la partita del turno precedente contro i Colts per un colpo al ginocchio.

## Statistiche

### Stagione regolare
| Stagione | Stagione | Stagione | Stagione |
| Anno     | Squadra  | P        | PT       |
| -------- | -------- | -------- | -------- |
| 2022     | LV       | 17       | 4        |
| 2023     | LV       | 15       | 10       |
| Totale   | Totale   | 32       | 14       |

Fonte: Football Database
In grassetto i record personali in carriera - Statistiche aggiornate alla stagione 2023